# باتريسيا خورخي
باتريسيا خورخي (بالبرتغالية: Patricia Jorge‏) هي لاعبة جمباز إيقاعي برتغالية، ولدت في 17 مايو 1970.

## وصلات خارجية
- باتريسيا خورخي على موقع اللجنة الأولمبية الدولية (الإنجليزية)
- باتريسيا خورخي على موقع أوليمبيديا (الإنجليزية)